# Allotopus moellenkampi
Allotopus moellenkampi is een keversoort uit de familie vliegende herten (Lucanidae). De wetenschappelijke naam van de soort is voor het eerst geldig gepubliceerd in 1894 door Fruhstorfer.